# Kalecik
Kalecik ist eine türkische Gemeinde und ein gebietsmäßig deckungsgleicher İlçe (staatlicher Verwaltungsbezirk) in der Provinz/Großstadtgemeinde Ankara. Die Gemeinde gehört als eigener Stadtbezirk zur Großstadtkommune Ankara (Ankara Büyükşehir Belediyesi), die alle Gemeinden der Provinz umfasst.

## Geographie
Die Siedlung Kalecik liegt an einem kegelförmigen Berg, dessen Gipfel von einer Festungsruine gekrönt wird. Daher stammt auch ihr Name, der im Türkischen „kleine Festung“ bedeutet. Kalecik liegt im Nordosten der Provinz und wird im Osten durch den Lauf des Kızılırmak begrenzt, jenseits dessen die Provinz Kırıkkale mit dem İlçe Solaksu liegt. Im Norden grenzt es an die Provinz Çankırı mit deren zentralem İlçe (Merkez) und dem İlçe Kızılırmak, im Westen und Süden an die İlçe Çubuk, Akyurt und Elmadağ der Provinz Ankara. Abgesehen von der Ebene am Ufer des Kızılırmak ist das Gelände bergig.
Kalecik ist bekannt für seinen Rotwein, der aus den Trauben der Sorte Kalecik Karası gewonnen wird (siehe hierzu: Weinbau in der Türkei).

## Geschichte
Im Gebiet von Kalecik wurden fossile Überreste des Sivapithecus alpani, eines urzeitlichen Primaten gefunden. Die Ortschaft ist seit den Zeiten der Hethiter bewohnt. In osmanischer Zeit war Kalecik eine Stadt mit entwickeltem Handwerk, über die auch im 16. Jahrhundert Evliya Çelebi berichtete.

Die im Stadtsiegel abgebildete Jahreszahl 1870  dürfte auf das Jahr der Erhebung zur Gemeinde (Belediye/Belde) hinweisen.
Bis Ende 2012 bestand der İlçe aus 37 Dörfern (Köy), zusammengefasst in drei Bucaks (Çandır, Hasayaz und dem zentralen Bucak Merkez Bucağı). Im Zuge der Verwaltungsreform wurden diese Dörfer 2013 in Mahalles überführt und kamen zu den 20 bereits vorhandenen der Kreisstadt Kalecik. Somit stieg die Zahl der Stadtbezirke (Mahalles) binnen einem Jahr von 20 auf 57.

## Sehenswürdigkeiten
Die Festung über der Stadt stammt aus römischer Zeit. In der Stadt finden sich Bauten aus osmanischer Zeit, in der Umgebung auch eine Brücke aus dieser Zeit über den Kızılırmak.

## Persönlichkeiten
- Eşref Apak (* 3. Januar 1982 in Kalecik, Provinz Ankara), türkischer Hammerwerfer
- Selçuk Sazak (* 16. März 1954 in Kalecik, Provinz Ankara), deutscher Schauspieler türkischer Herkunft